# Jimmy Shea
Jimmy Shea (n. 10 iunie 1968, West Hartford⁠(d), Connecticut, SUA) este un sportiv ce a reprezentat Statele Unite ale Americii, medaliat olimpic. A participat la o ediție a Jocurilor Olimpice (2002) în care a câștigat o medalie de aur.

## Participări
Lista de mai jos prezintă principalele competiții la care a participat Jimmy Shea de-a lungul carierei.
- skeleton at the 2002 Winter Olympics – men's[*]